# Centrorhynchus dimorphocephalus
Centrorhynchus dimorphocephalus är en hakmaskart som först beskrevs av Westrumb 1821.  Centrorhynchus dimorphocephalus ingår i släktet Centrorhynchus och familjen Centrorhynchidae. Inga underarter finns listade i Catalogue of Life.